# Henriette Bùi Quang Chiêu

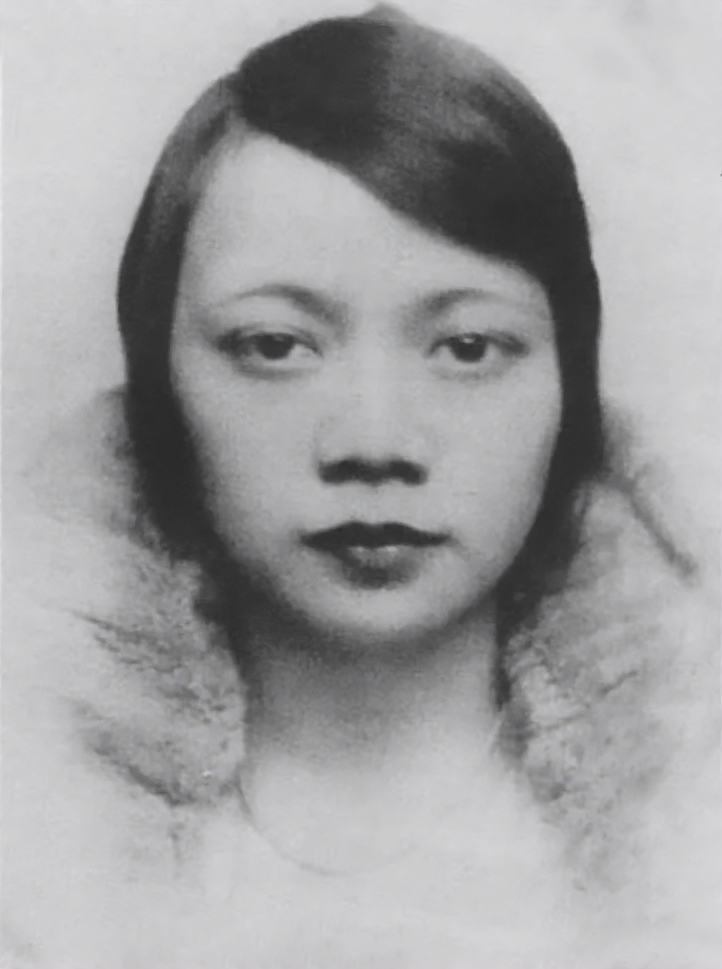
Henriette Bùi Quang Chiêu

Henriette Bùi Quang Chiêu (1906 – 2012) là một nữ bác sĩ người Việt. Bà được biết đến là nữ bác sĩ đầu tiên của Việt Nam.

## Tiểu sử
Bà sinh ngày 8 tháng 9 năm 1906, là con gái thứ trong một gia đình người Việt giàu có mang quốc tịch Pháp ở Nam Kỳ. Cha của bà là Nghị viên Bùi Quang Chiêu, nhà tư sản, chính khách có tiếng ở Nam Kỳ thời Pháp thuộc. Mẹ bà là Vương Thị Y, người Việt gốc Hoa sinh tại Chợ Lớn, con của một vị đông y sĩ gốc Hoa, là một thương gia rất giàu có nhờ vào việc mua bán nhà cửa đất đai tại vùng Phú Nhuận hồi cuối thế kỷ thứ 19. Chính nhờ tài sản do bà Vương Thị Y tích lũy được mà tất cả những người con của bà được gởi sang du học tại nước Pháp đều do gia đình bà tự túc, và hai ông bà đã từ khước không nhận bất cứ một học bổng nào của chính quyền thuộc địa.
Tuy nguyên quán ở trong Nam, Henriette lại được sinh ra ở Hà Nội và lớn lên tại Sài Gòn. 
Thuở nhỏ, bà theo học Trường dòng St Paul de Chartres, còn được gọi là trường Nhà Trắng không phải là vì trường được sơn màu trắng mà bởi vì các nữ tu điều hành tu viện này “trinh bạch từ linh hồn đến những chiếc áo dòng trắng toát”. Trường nằm trong một khu vực tu viện tọa lạc ở số 4 boulevard Luro (sau là đường Cường Để, quận 1, Sài Gòn), nay là đường Tôn Đức Thắng, Quận 1, Thành phố Hồ Chí Minh. 
Tu viện được khánh thành vào tháng 5 năm 1864 với tên gọi ban đầu là La Sainte Enfance (Thánh Hài Đồng), được xây và làm chủ bởi những nữ tu nhà dòng Saint Paul de Chartres (Thánh Phaolô thành Chartres). Công việc giáo dục các trẻ em gái được giao cho các nữ tu nhà dòng Saint Paul de Chartres ở Sài Gòn. Năm 1870, có 5 học bổng trị giá 900 franc (quan tiền Pháp) được cấp cho con gái những công chức Pháp. Năm 1874, một khu nội trú thứ hai được mở ra để đón nhận các trẻ em gia đình trung lưu. Năm 1880, tổng cộng số tiền của nhiều học bổng khác nhau được thuộc địa cấp cho trường học này là 60.000 franc.
Vốn thông minh và hiếu học, năm 1915, khi vừa tròn 9 tuổi, Henriette hoàn thành chứng nhận tiểu học Certificat d'études primaires sớm 2 năm và đủ điều kiện thi lên trung học. Đây bằng tốt nghiệp được trao khi kết thúc chương trình giáo dục tiểu học ở Pháp và chứng nhận rằng học sinh đã có được các kỹ năng cơ bản về viết, đọc, toán, lịch sử, địa lý và khoa học ứng dụng. Nó chỉ chính thức bị ngưng cấp vào năm 1989. 
Ngôi trường tiếp theo Henriette theo học là trường Collège des Jeunes Filles (tức trường Trung Học Gia Long Sài Gòn và là trường Nguyễn Thị Minh Khai ngày nay), sau đó là trường Lycée Marie Curie. Bà đậu bằng Certificat d’Études với thứ hạng cao, rồi sau đó nằng nặc đòi thân phụ cho đi học ngành Y khoa ở Paris như anh trai Louis Bùi Quang Chiêu của bà.
Người cha Bùi Quang Chiêu đành phải nhượng bộ cho Henriette sang du học ở Agen, một thành phố ở miền nam nước Pháp, và đã phải thuê một vị giáo sư để đi cùng với cô con gái bé bỏng Henriette ra bến tàu Sài Gòn, để chăm lo việc sinh hoạt và học tập của con gái. Bà xuất ngoại vào mùa hè năm 1921, khi chưa tròn tuổi 15. Sang Pháp, bà theo học tại Lycée d'Agen và Bordeaux năm 1922-25, thuộc miền Tây Nam nước Pháp. Bà học rất giỏi, ngoài tiếng Việt, tiếng Pháp và tiếng Trung (mẹ bà là người gốc Hoa), bà còn thông thạo nhiều ngôn ngữ khác như tiếng Anh, Tây Ba Nha, Ý và cả những cổ ngữ như La Tinh và Hy Lạp. 
Việc học của bà bị gián đoạn một năm vì bệnh đau mắt (trachoma). Năm 1926, bà tốt nghiệp tú tài tại Lycée Fenelon ở Paris, lấy bằng tú tài dưới sự giám hộ của giáo sư triết Madame Meyerson, nơi bà thường gặp nữ bác học Marie Curie.

## Y nghiệp

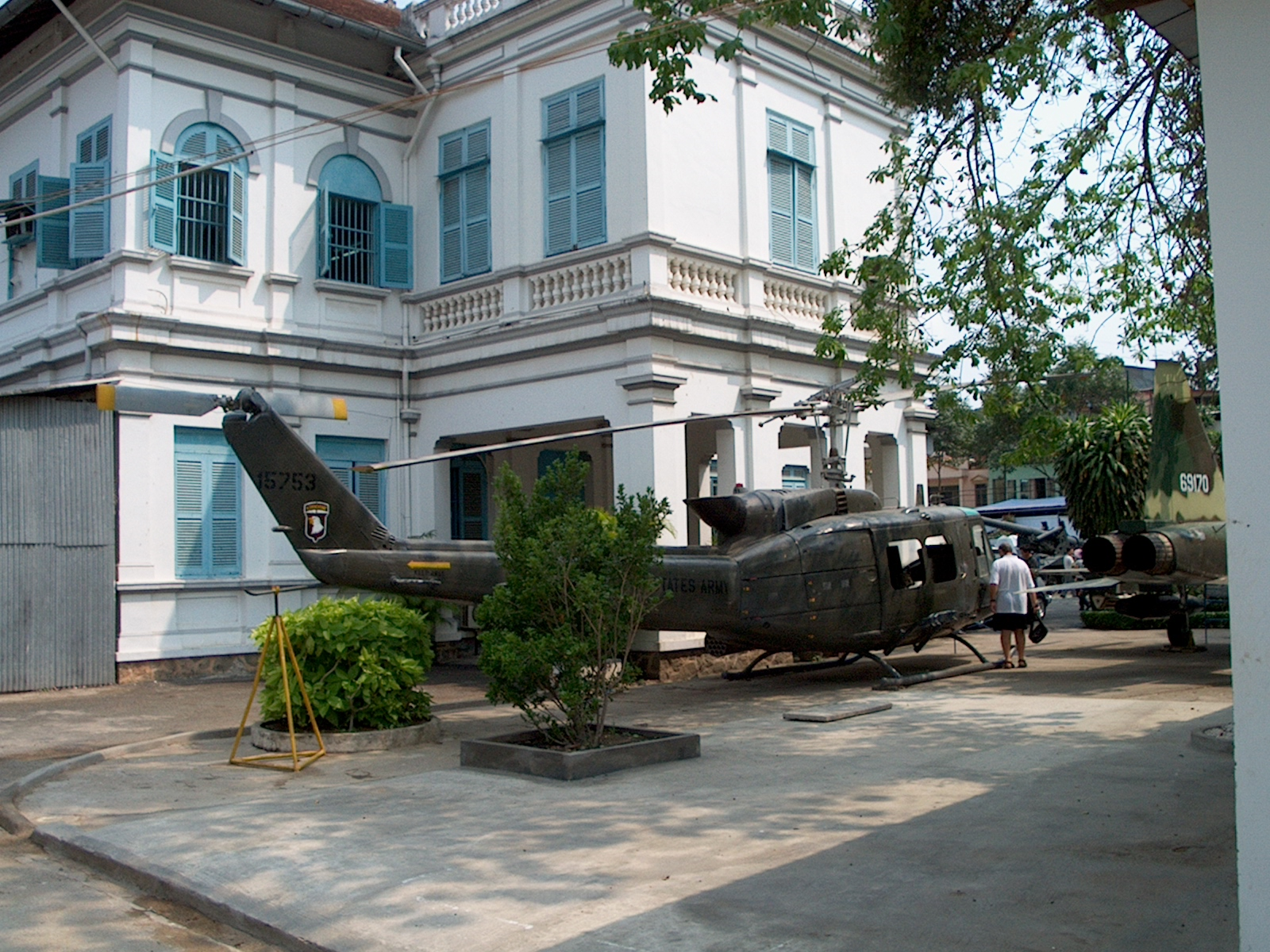
Biệt thự nguyên thủy nơi làm trường sở cho Trường Đại học Y khoa Sài Gòn, nay nằm trong khuôn viên Bảo tàng Chứng tích chiến tranh

Năm 1927, bà theo học Đại học Y khoa Paris (tiếng Pháp: Faculté de Médecine de Paris) thuộc Đại học Paris. Là phụ nữ người Việt, sự hiện diện của bà trong trường chuyên môn ở Pháp là một bước đột phá trong hệ thống giáo dục chính quốc tại Pháp thời bấy giờ. Cũng trong thời gian học tại Đại học Paris, bà quen biết với nhiều người Việt đang học tại đây, đặc biệt là một sinh viên trẻ đang theo học ngành cầu đường là Nguyễn Ngọc Bích, con trai Đốc phủ sứ Nguyễn Ngọc Tương .
Năm 1934, bà bảo vệ luận án tốt nghiệp xuất sắc, được hội đồng giám khảo khen ngợi và tưởng thưởng huy chương. Khi trở về Việt Nam năm 1935 bà nhậm chức trưởng khoa hộ sinh ở Chợ Lớn. Với khí khái độc lập, bà bị các y sĩ người Pháp gây khó dễ. Cách cư xử của bà biểu hiện quan niệm bình đẳng, bình quyền giữa nam và nữ, cũng như bình quyền chủng tộc giữa người Việt và người Pháp. Tại nhà bảo sanh Từ Dũ, bà hành nghề bác sĩ, chuyên sản và nhi. Ở đây, bà chứng kiến quá nhiều sự bất công. Cùng là bác sĩ, nhưng vì là người Việt dù mang quốc tịch Pháp, bà chỉ được trả lương 100 đồng Franc mỗi tháng, trong khi bác sĩ Pháp được trả 1.000 đồng Franc. Ban giám đốc bệnh viện bắt bà mặc áo đầm đi làm. Bà từ chối, kiên quyết mặc áo dài để khẳng định mình là người Việt Nam.
Năm 1954, Henriette Bùi Quang Chiêu đã hiến biệt thự tư gia của mình cho chính quyền làm cơ sở cho Trường Đại học Y khoa Sài Gòn (nay là Bảo tàng chứng tích chiến tranh - nhà số 28, đường Võ Văn Tần, Quận 3, TP. Hồ Chí Minh) làm cơ sở cho Trường Đại học Y khoa Sài Gòn thuộc Viện Đại học Sài Gòn..
Năm 1957, bà sang Nhật Bản 2 năm để nghiên cứu và theo học về châm cứu, rồi trở về nước và phát triển hướng nghiên cứu của mình với ngành châm cứu.

## Đời tư
Năm 1935, bà lập gia đình với luật sư Vương Quang Nhường, Tiến sĩ Luật khoa đầu tiên của người Việt, một đảng viên Đảng Lập hiến Đông Dương. Tiến sĩ, luật sư Vương Quang Nhường (1902-1963), sinh ra tại làng Yên Luông Đông, huyện Gò Công Đông, tỉnh Gò Công (nay là Tiền Giang). Ông nguyên là Tổng trưởng Quốc gia giáo dục, Tổng trưởng Tư pháp Quốc gia Việt Nam và Thủ lĩnh đoàn Luật sư Sài Gòn, Chủ tịch Viện Bảo hiến Việt Nam Cộng hoà. Với học vấn cao, kiến thức sâu rộng, Luật sư Vương Quang Nhường đã tham gia bào chữa nhiều vụ án chính trị lớn và là chính khách nổi tiếng dưới các chế độ cũ, nhưng đồng thời ông cũng là một nhà báo. Sau khi đỗ tiến sĩ luật ở Pháp về nước năm 1929, có một thời gian ông thay thế cha vợ là Bùi Quang Chiêu làm chủ bút tờ báo tiếng Pháp Le Tribune Indochinois (Diễn đàn Đông Dương). Trong thời gian này, ông tỏ rõ là một cây viết cừ khôi khiến các nhà báo Pháp phải nể phục. Cuối đời, ông sang Pháp định cư và qua đời năm 1963.
Tuy nhiên chỉ không đầy 2 năm sau, hai người ly hôn vì khác biệt trong cách sống. Năm 1932, bà tốt nghiệp đại học. Sau hai năm thực tập, bà là người phụ nữ Việt Nam lấy bằng bác sĩ y khoa đầu tiên ở Pháp. Bà từng chia sẻ: "Hồi đó, ngay cả ở Pháp, phụ nữ học ngành y cũng rất ít. Ra trường, cũng không ít nữ bác sĩ bỏ nghề vì phải lấy chồng, sinh con. Tôi cũng không thoát khỏi định kiến xem thường phụ nữ thời ấy. Vừa tốt nghiệp bác sĩ, tôi đã bị cha triệu về Việt Nam để gả chồng...". Với bà, đó là mối hôn nhân không hạnh phúc, cho dù gia đình hai bên rất "môn đăng hộ đối". Chồng bà tuyên bố: "Tôi là trạng sư, lương đủ cho bà ở nhà, đi chơi". Bà nói: "Tôi thích làm, không thích chơi".
Bấy giờ, việc một người phụ nữ ra tòa xin ly dị chồng vào lúc đó được người Việt Nam xem như là một chuyện không thể nào tin được, nhất là một người trong gia đình danh giá như gia đình ông Bùi Quang Chiêu.Nhưng vốn là người phụ nữ có cá tính, mạnh mẽ, bà luôn gây ra nỗi kinh ngạc cho những người cùng thời. Bà đã dũng cảm làm đơn ly dị chồng. Trước tòa, bà thẳng thắn nói rõ nguyên nhân vì sao bà không thể tiếp tục mối hôn nhân. 
Bà cũng là người phụ nữ đầu tiên mua và lái xe hơi trên đường phố Sài Gòn trước bao ánh mắt kinh ngạc và ngưỡng mộ. Bà còn là người phụ nữ Sài Gòn đầu tiên lập nên bảo sanh viện tại đường Richaud (nay là đường Nguyễn Đình Chiểu, Quận 1).
Cuối năm 1945, một sự kiện bất hạnh ập đến gia đình bà. Cha bà là Bùi Quang Chiêu và 3 người anh em trai của bà bị lực lượng Việt Minh thủ tiêu với tội làm tay sai cho thực dân Pháp tại chợ Đệm (do ông Chiêu là Viện trưởng Hội đồng quản hạt Nam Kỳ (đến 1939), đại biểu Nam Kỳ tại Thượng Hội đồng Pháp quốc hải ngoại). 
Gần cuối năm 1945, người bạn thân thiết mà bà đã từng yêu thương, thời còn là sinh viên bên Pháp là kỹ sư Nguyễn Ngọc Bích, bấy giờ đã tham gia kháng chiến, đang giữ chức Khu bộ phó Khu bộ 8 (Tây Nam Bộ) bị quân Pháp bắt, tra tấn, dụ dỗ mọi cách, ông quyết không đầu hàng, làm tay sai, chúng kết án tử hình. Henriette Bùi Quang Chiêu vô cùng lo lắng, đã vận động một số sinh viên trường học cũ của Nguyễn Ngọc Bích tích cực vận động đòi thả tự do cho ông. Cuối cùng Nguyễn Ngọc Bích được thả, nhưng bị trục xuất khỏi Việt Nam, phải sang sống tại Pháp. Henriette Bùi Quang Chiêu vẫn tiếp tục ở lại Việt Nam và làm công việc nghiên cứu y khoa. 
Khi biết Nguyễn Ngọc Châu (con trai duy nhất của ông Bích, cháu nội duy nhất của Giáo tông Nguyễn Ngọc Tương) sinh năm 1943, đang được mẹ gửi cho bà Đốc phủ Vàng nuôi dưỡng ở Việt Nam đã bước vào tuổi thanh niên, bà động viên Nguyễn Ngọc Bích làm thủ tục bảo lãnh qua Pháp, để Châu tiếp tục học lên cao và thành đạt.
Đến năm 1961, Henriette Bùi Quang Chiêu sang Pháp và mở ở đây một phòng mạch. Cũng tại Pháp, bà Henriette Bùi Quang Chiêu đã gặp lại ông Nguyễn Ngọc Bích. Từ mối thâm tình cũ mà hai người đã nối lại mối quan hệ và về sống với nhau như vợ chồng. 
Sau 4 năm chung sống trên đất Pháp, năm 1965, ông Nguyễn Ngọc Bích bị ung thư vòm họng. Bà Henriette Bùi Quang Chiêu đã đưa ông Nguyễn Ngọc Bích trở về Việt Nam để ông có thể sống những ngày cuối cùng trên quê hương. Cũng ngay trong năm đó, ông Nguyễn Ngọc Bích mất. Còn lại một mình ở Việt Nam, bà Henriette Bùi Quang Chiêu đã không ngừng tích cực tham gia các hoạt động khám, cứu chữa bệnh cho nhân dân bị tai nạn trong chiến tranh, kể cả trong vùng giải phóng.
Mãi đến năm 1971, bà Henriette Bùi Quang Chiêu mới trở lại sang Pháp. Ở đây, bà tiếp tục khám chữa bệnh cho đến năm 1976, nghỉ hưu ở tuổi 71, sau khi phục vụ trong ngành y khoa tại Việt Nam cũng như tại Pháp trong hơn 44 năm.

## Cuối đời
Năm 2011, đã 105 tuổi, bà vẫn còn khoẻ và minh mẫn. Bà mất ngày 27 tháng 4 năm 2012 tại Paris, thọ 106 tuổi.
Theo di nguyện của bà, tro cốt đưa về Việt Nam chia ra làm 2 phần: một phần lưu lại ở khu mộ dòng tộc Bùi Quang tại thị trấn Mỏ Cày, một phần hợp táng với mộ chồng là ông Nguyễn Ngọc Bích, tại Thánh thất đạo Cao Đài, Phường 6, TP. Bến Tre.